# كليرمونت هوغر لي
كليرمونت هوغر لي (1914-2006) كانت مهندسة المناظر الطبيعية من سافانا، جورجيا اشتهرت بعملها في تصميم الحدائق والمتنزهات للمعالم التاريخية في الولاية. على وجه التحديد، تشتهر لي بتصميماتها مثل جولييت جوردون لو بيرثبلاس، منزل أشعياء دافنبورت ومنزل أوينز توماس. ساعدت لي في تأسيس مجلس ولاية جورجيا لمهندسي المناظر الطبيعية والذي يعمل كمجلس ترخيص لمهندسي المناظر الطبيعية في جميع أنحاء جورجيا.
تعتبر لي واحدة من أوائل النساء اللواتي أسسن ممارسة الهندسة المعمارية الخاصة بهن في جورجيا وتم إدخالها ضمن نساء الإنجازات في جورجيا في عام 2017م   ورؤية نساء السافانا في كلية سافانا للفنون والتصميم.
في 14 فبراير 2020 «اس سي ايه دي» يكرم لي بنقش ذهبي في قاعة أرنولد.

## بداية حياتها وتكريمها
ولدت لي عام 1914م في سافانا بجورجيا. عمل والد لي، لورانس لي، طبيبًا، وكانت والدتها، كليرمونت كينلوش هيغر لي تعمل بستانيًا. كانت الأخت الأكبر مع شقيقين أصغر، لورانس الابن ومولتري. ذهبت إلى المدرسة في كل من مدرستي فورمر باب في سافانا وآشلي هول في تشارلستون بولاية ساوث كارولينا حيث تخرجت في عام 1932م.
ذهبت إلى كلية بارنارد في مدينة نيويورك لمدة عامين. ثم انتقلت لي من كلية بارنارد إلى كلية سميث في نورثهامبتون، ماساتشوستس حيث حصلت على درجة البكالوريوس في هندسة المناظر الطبيعية في عام 1936م. ثم انتقلت بعد ذلك إلى كلية سميث للدراسات العليا للهندسة المعمارية وهندسة المناظر الطبيعية حيث حصلت على درجة الماجستير في هندسة المناظر الطبيعية في عام 1939م.

## حياة مهنية

### حدائق سكنية تاريخية
بدأت كليرمونت هوغر لي العمل مع الحدائق التاريخية في عام 1940م بعد الانتهاء من تصميمات حديقة في مزرعة هوفويل برودفيلد في برونزويك، جورجيا. أسست لي عملها الخاص في عام 1949م وفي عام 1950م بدأت العمل في المناظر الطبيعية التاريخية. في هذا الوقت، أكملت لي تجديد العديد من المعالم مثل منزل أوينز توماس، ومنزل جولييت جوردون لو بيرثبلاس، ومنزل أندرو لو، ومنزل جرين ميدلريم.
وضعت لي خطة رئيسية لجزيرة جيكل في 1967-1968م بهدف إعادة المنطقة المعروفة باسم «قرية المليونير» إلى حقبة 1910-1929م. على الرغم من عدم تنفيذها بالكامل، كانت خطط لي بمثابة أساس لإعادة تطوير منطقة جزيرة جيكل التاريخية اليوم.

### ساحات سافانا التاريخية
من عام 1951م إلى عام 1972م، اشتركت لي مع رئيس البنك الوطني «سيتيزنس اند ساوثرن»، ميلز بي لين جونيور بجانب لين، قامت لي بتجديد المنازل ذات الأهمية التاريخية على طول الجزء الشمالي الشرقي من سافانا.
اقترحت لي تقريب منحنيات المدخل إلى المربعات بدلاً من تدمير المربعات ذات الممرات. بعد عدة اجتماعات، قبلت المدينة هذا الاقتراح، وتركت الأماكن على حالها. ظلت المساحات التي صممتها لي دون تغيير، وهي واحة حقيقية للمناطق المحيطة والزائرين السكنيين.

## الجوائز
حصلت كليرمونت هوغر لي على جائزتين هامتين وتقديرًا:
- 2017 نساء الإنجازات في جورجيا.
- 2020 من كلية سافانا للفنون والتصميم «رؤية نساء السافانا» [10]

تشارك «لي» هذين الشرفين مع فلانيري أوكونور وجولييت جوردون لو، وكلاهما عمل لي في حدائق الطفولة المنزلية.
في 12 فبراير 2020، كرم النائب الأمريكي بادي كارتر كليرمونت لي وزميلتها سوزان شانك من مجموعة نساء الرؤية، وآخرين على أرض المنزل في واشنطن العاصمة.